# Bigum Sogn
Bigum Sogn er et sogn i Viborg Østre Provsti (Viborg Stift).
I 1800-tallet var Lindum Sogn og Bigum Sogn annekser til Vammen Sogn. Alle 3 sogne hørte til Nørlyng Herred i Viborg Amt. Vammen-Lindum-Bigum sognekommune blev ved kommunalreformen i 1970 indlemmet i Tjele Kommune, som ved strukturreformen i 2007 indgik i Viborg Kommune.
I Bigum Sogn ligger Bigum Kirke.
I sognet findes følgende autoriserede stednavne:
- Bigum (bebyggelse, ejerlav)
- Bigum Huse (bebyggelse)
- Bigum Mark (bebyggelse)
- Bigum Skov (areal)
- Erikstrup (bebyggelse)
- Hovgårde (bebyggelse)
- Tårupgård Skov (areal)